# Ермолово (Скопинский район)
Ермолово — село в Скопинском районе Рязанской области России, входит в состав Полянского сельского поселения.

## География
Село расположено на берегу реки Вёрда в 7 км на север от центра поселения села Поляны и в 14 км на юго-восток от райцентра города Скопин. 

## История
Ермолово в качестве деревни, принадлежавшей к приходу церкви Димитрия Солунского, находившейся в Дмитриевом монастыре, и вместе с селом Дмитриевским входило в состав вотчин монастырских. По окладным книгам 1676 года в селе Дмитриевском и деревне Ермоловой показано 63 двора крестьянских и 8 дворов бобыльских. По ревизии 1744 года в них числилось 331 душа, к тому селу Боровку и деревне Ермоловой земли по писцовым дачам состояло, по описи 1763 года, 188 четвертей «с осминою» в поле. Первоначальное построение церкви в селе Ермолове неизвестно. В 1832 году в селе начато строительство деревянной Димитриевской церкви с приделом Троицким, окончена и освящена в 1839 году. .
В XIX — начале XX века село входило в состав Полянской волости Скопинского уезда Рязанской губернии. В 1906 году в селе было 297 дворов.
С 1929 года село являлось центром Ермоловского сельсовета Скопинского района Рязанского округа Московской области, с 1937 года — в составе Рязанской области, с 2005 года — в составе Полянского сельского поселения.

## Население
| 1897 | 1906  | 2010 |
| ---- | ----- | ---- |
| 1654 | ↗2255 | ↘475 |

## Достопримечательности
В селе расположена действующая Церковь Димитрия Солунского (1839).